# Ludvig Johansen

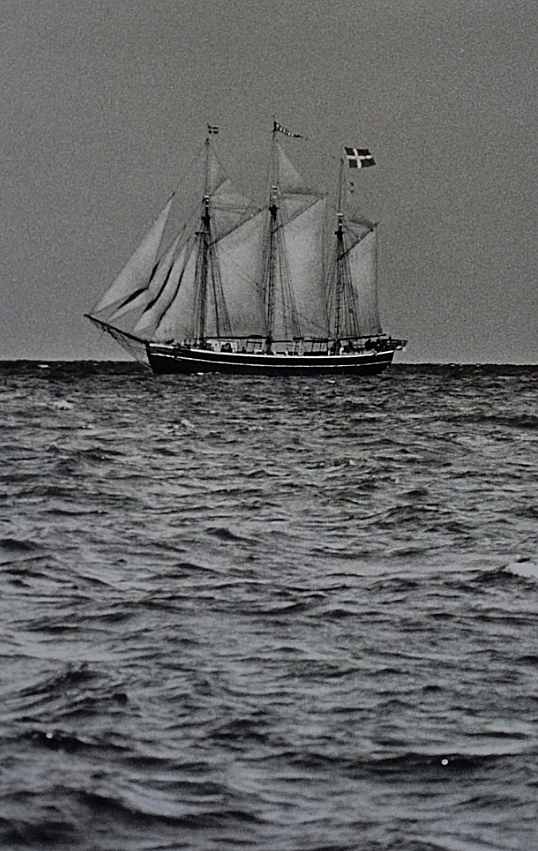
Skonerten Fulton

Christian Ludvig Johansen, född 1 augusti 1868,  var en dansk skeppsbyggnadsmästare som drev C.L. Johansens Skipsværft (eller Ludvig Johansens Skipsværft) i Marstal 1905–1922.
Han var gift med Hansine Petrine Johansen (född 1871).

## Fartyg byggda av C.L. Johansens Skipsværft i urval
- Iris, skonert, 1914[1]
- Bonavista, skonert, 1914[2]
- Fulton, skonert, 1915[3]
- Duty (senare Marna, senare Mary), skonert, 1919[4]
- Astrea, skonert, 1921